# Ernyő

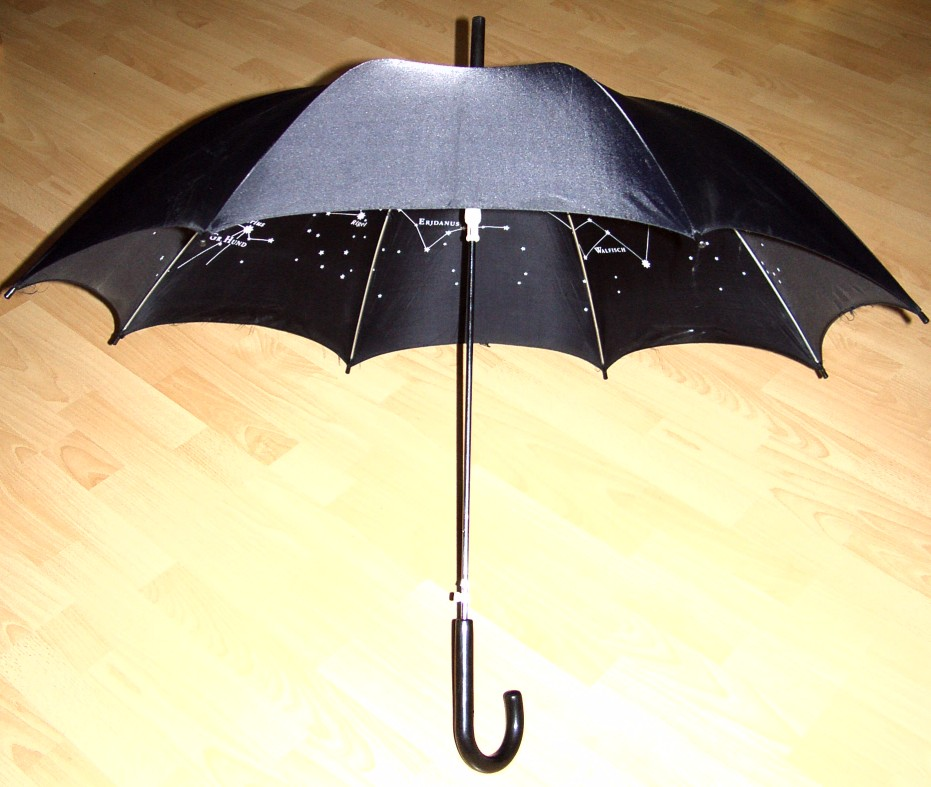
Esernyő

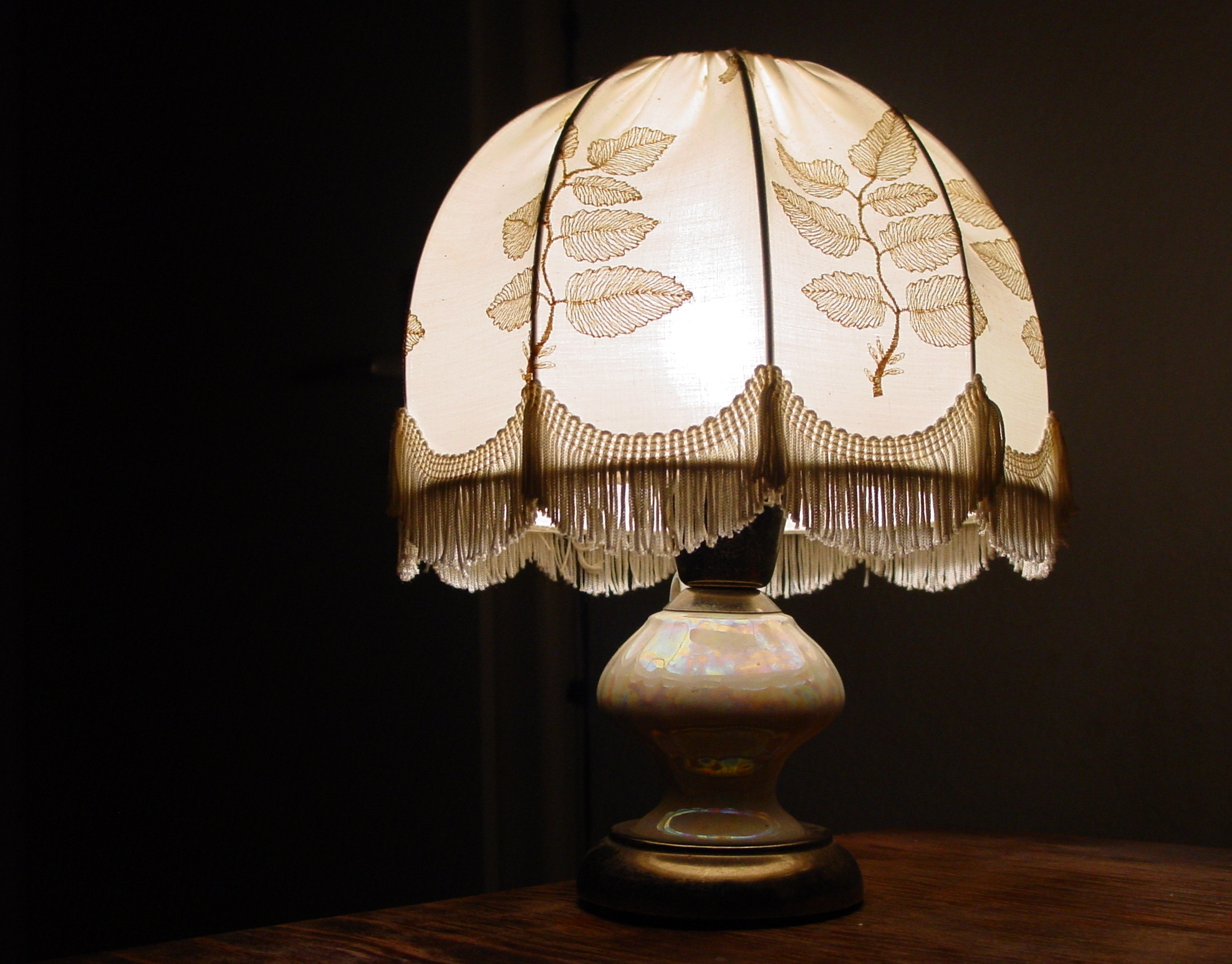
Lámpaernyő

Az ernyő védőeszköz hő, fény vagy eső ellen. Különböző fajtái: esernyő, napernyő és kocsiernyő. Ezenkívül létezik még lámpaernyő. 
Kínában már Kr. e. 1000 körül használtak ernyőt napernyőként és esernyőként is.
Az eső- és napernyő főbb részei: a nyél, mely korábban bambuszból, fából vagy nádból készült, manapság fémből gyárják; az áthuzat, mely vászon, pamut vagy selyemszövetből áll; a bordák (küllők), melyeket régebben halcsontból készítettek, ma azonban igen vékony acélrudacskákból állnak, a rózsa (toló), mely az ernyő felnyitására vagy összehajtására szolgál, a bordákat és rózsát összekötő rudak (szintén acélból), a ruganyok a nyél alján s végén, melyek segélyével az ernyő csukható vagy nyitható. Az összehajtható ernyőbordázatot Samuel Fox szabadalmaztatta 1874-ben.
Az eső- és napernyő több iparág révén készül, míg összeállítását rendesen kereskedelmi üzletek eszközlik. Az ernyők áthuzata a 19. században Európában többnyire német és francia cikk volt, Magyarországon egyáltalán nem készült. Ezen szövetek rendszerint 75-80 cm szélesek és igen sűrű szövésűek. 
Az eső- és napernyő manapság divatcikk. Míg régebben a nagy méretű ún. családi ernyők voltak divatban, ma csupán kis, vékonyra összesodorható ernyőt használnak. Az összecsukható esernyő feltalálójának  a berlini Hans Hauptot tartják. (1928).
A kocsiernyőt a bőripar állította elő; egykor  a hintók kiegészítő része volt. Rendesen bőrből, vagy olcsóbb kivitelben, viaszos-vászonból készült. 
A lámpaernyő ugyancsak védőeszköz a lámpák lángjának fénye és melege ellen. Üvegből, porcelánból, papírból, vagy finom szövetből készül.